# Francisco Serrato
Francisco Serrato är en ort i Mexiko.   Den ligger i kommunen Zitácuaro och delstaten Michoacán de Ocampo, i den södra delen av landet, 120 km väster om huvudstaden Mexico City. Francisco Serrato ligger 2 503 meter över havet och antalet invånare är 2 396.
Terrängen runt Francisco Serrato är bergig. Runt Francisco Serrato är det tätbefolkat, med 308 invånare per kvadratkilometer. Närmaste större samhälle är Heróica Zitácuaro, 12,9 km sydväst om Francisco Serrato. Omgivningarna runt Francisco Serrato är en mosaik av jordbruksmark och naturlig växtlighet.